# Alhucemas
Alhucemas (en árabe: الحسيمة‎, en lenguas bereberes: ⵍⵃⵓⵙⵉⵎⴰ, en francés: Al Hoceïma; que significa 'espliego') es una ciudad de Marruecos, capital de la provincia homónima. Se sitúa en la costa mediterránea, en la parte occidental de la bahía homónima y próxima a las islas Alhucemas, de soberanía española.
Alhucemas y sus alrededores sufrieron un importante terremoto de magnitud 6.2 en la escala de Richter el 24 de febrero de 2004. Este causó graves daños materiales y provocó la muerte de al menos 560 personas. La región también había sufrido un seísmo de similares consecuencias en 1994.

## Etimología
El nombre original de la ciudad es Tagsut (en árabe: تغزوت‎), que describe una tierra fértil, una tierra de aluvión o una parcela de tierra en rifeño. La ciudad también se llamaba Tijdit (suelo arenoso) antes de tomar el nombre español de Villa Sanjurjo y de Villa Alhucemas. La ciudad no está lejos de la zona arqueológica de la ciudad medieval de Al Mazamma. El nombre fue asignado por los españoles: "Alhucemas", en árabe "Al Khozama" (Lavandula), una planta muy común en el Rif central. Después de la independencia, el nombre "Alhucemas" fue adoptado por el Estado marroquí, como arabización, "Alhucemas". Los rifeños apodan a la ciudad "Biya".

## Historia

### Edad Antigua

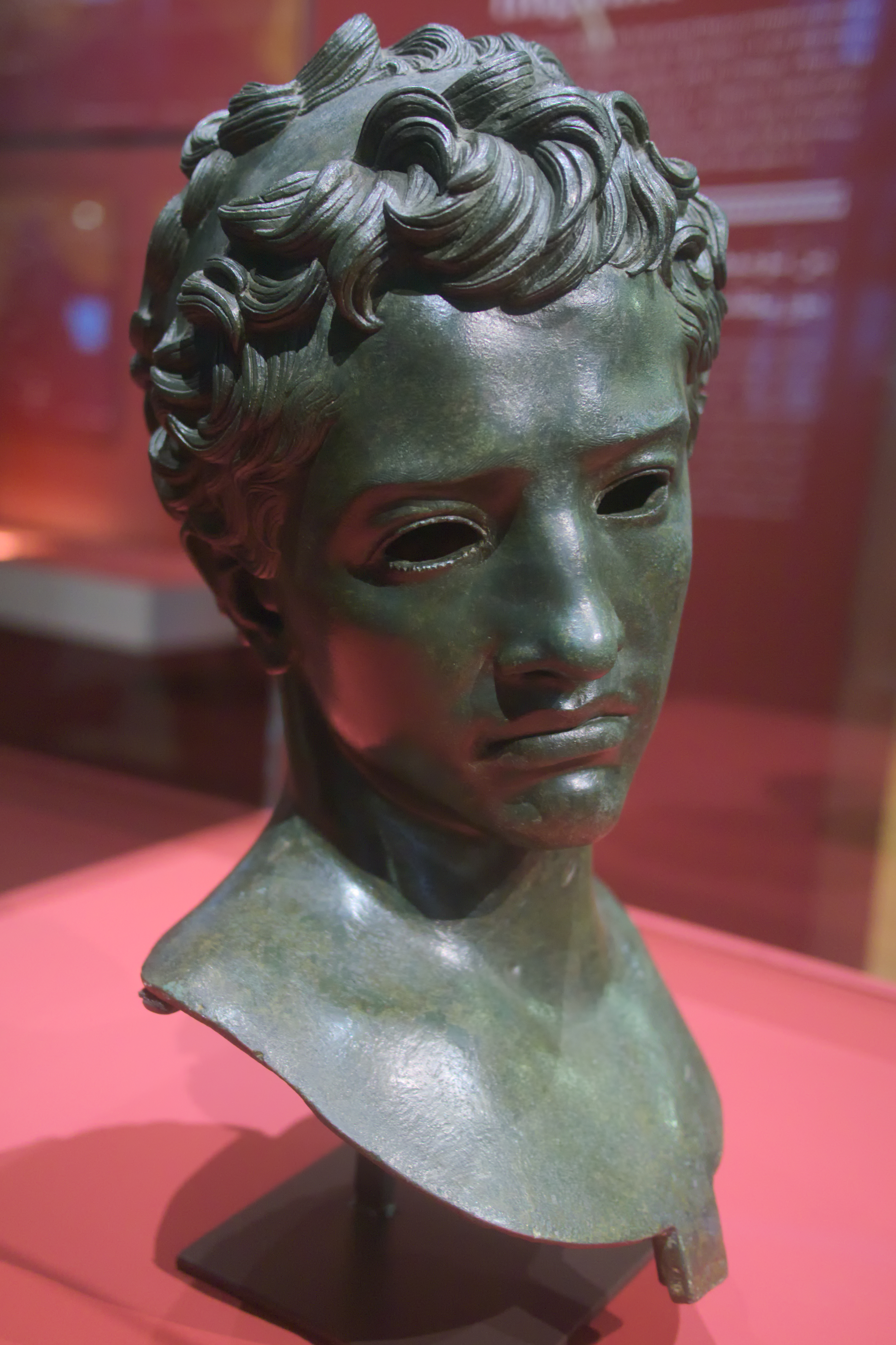
Busto de Juba II, rey de la Mauritania Tingitana.

La provincia de Alhucemas ha sido habitada por bereberes desde tiempos prehistóricos. Ya en el siglo XI a. C., los fenicios comenzaron a establecer puestos comerciales con la aprobación o asociación con los bereberes locales, y comenzaron el entrecruzamiento, comenzando así un lenguaje púnico en las costas mediterránea y atlántica; y fundaron ciudades en la región como Axdir (cuyo nombre original era Gadir).
Más tarde, el poder fenicio dio paso a una ciudad-estado (independiente de Cartago), como la principal potencia de la región; y la región de Alhucemas formaba parte de este estado. Después de la tercera guerra púnica, Cartago fue suplantada por Roma, y la provincia de Alhucemas se convirtió, en parte, de la provincia de Mauritania Tingitana. En el siglo V d. C, la región fue saqueada por los vándalos, y el gobierno romano llegó a su fin. La región permaneció bajo el control de los vándalos hasta el siglo VI d. C, cuando los bizantinos reconquistaron algunas partes de ella.

### Periodo islámico
Alhucemas estaba situada en el valle de Nekor entre los años 749 y 761 d. C. El Emirato de Nekor fue fundado por el emir Idris ibn Salih. La capital del reino fue Tensamán, pero cuando su hijo Sa'id I ibn Idris llegó al poder, la trasladó a Nekor. La ciudad de Beni Bu Ayast (actualmente en la provincia de Alhucemas), cayó dentro de las fronteras del reino durante este período, al igual que Einzorén. Entre 859 y 862, el reino fue invadido por los vikingos. Luego fue destruido por los almorávides de Yusuf ibn Tašufin en el año 1080, durante su conquista de las montañas del Rif.
Antes y después del Tratado de Fez (1912), los rifeños resistieron violentamente las intrusiones españolas y francesas en Marruecos.

### República del Rif

Bandera de la República del Rif

Abd el-Krim, líder de los rifeños durante la guerra del Rif, creó un comando y una estructura de poder, venció a los españoles en muchas batallas y, los empujó de vuelta a sus puestos costeros. Después del desastre de Annual, en 1921, los españoles abandonaron el interior del Rif, lo que le permitió a Abd el-Krim declarar la República del Rif. 
A finales de 1925, los franceses y españoles crearon una coalición de 600 000 hombres apoyados por tanques y aviones para invadir militarmente la región de Alhucemas. A veces, los españoles usaban armas químicas diseñadas por alemanes para causar el mayor daño posible, físico y material, así como para desmoralizar a los combatientes rifeños y a la población civil. La República del Rif colapsó en mayo de 1926, pero las guerrillas del Rif continuaron luchando hasta 1927.

### Fundación y desarrollo

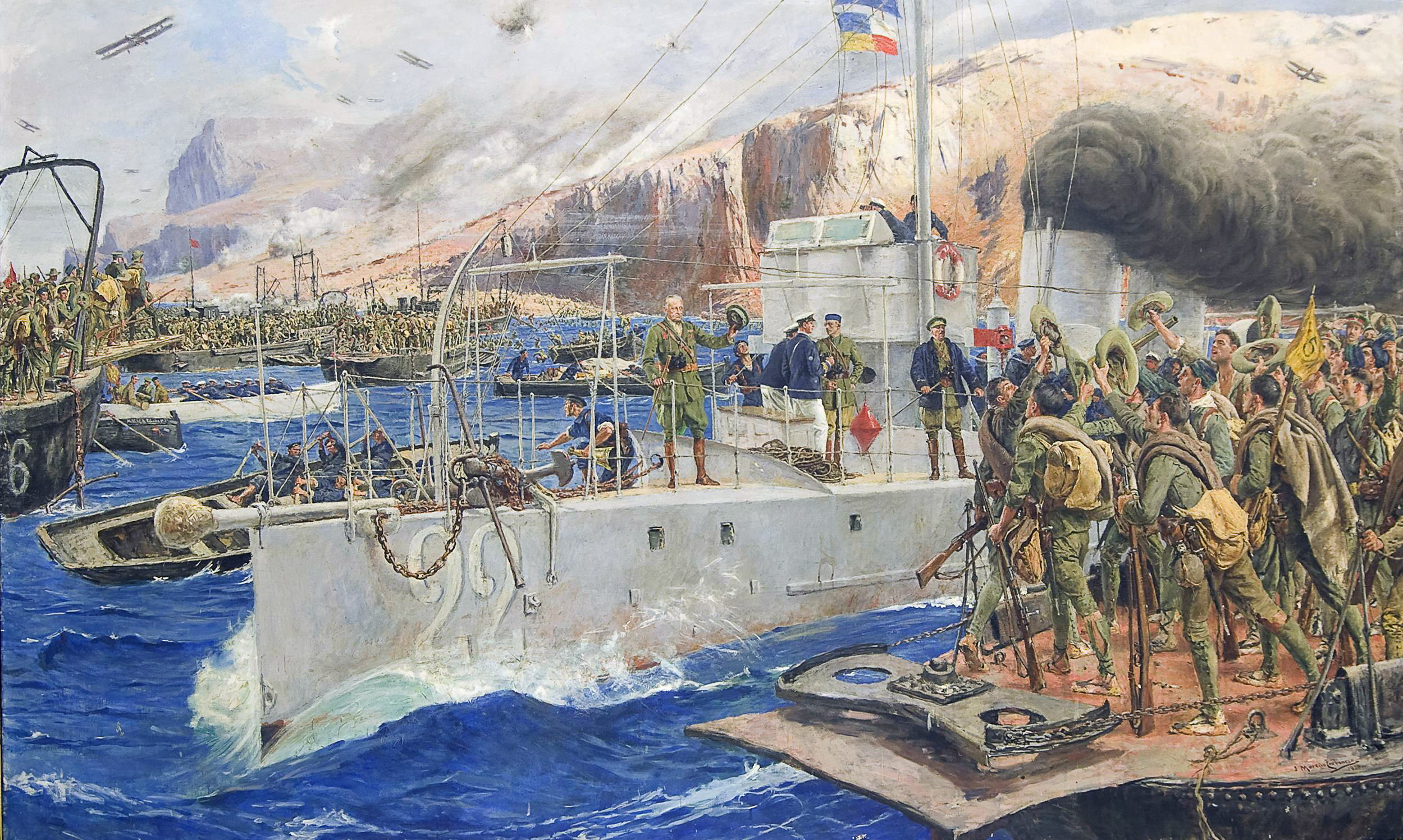
Desembarco de Alhucemas, cuadro de José Moreno Carbonero (1929).

El nombre "Alhucemas" procede de un asentamiento (Al Mazamma) existente en este lugar en el siglo XVII. La actual Alhucemas tuvo su origen en el poblado establecido por España después del desembarco llevado a cabo en ese lugar durante la guerra del Rif (1926) por orden de Miguel Primo de Rivera, aunque en ese momento se denominó Villa Sanjurjo, en honor al general José Sanjurjo, uno de los protagonistas del citado desembarco. A partir de ahí, se produjo el primer asentamiento civil fundador de la ciudad, cuyo primer alcalde fue Florián Gómez Aroca.
Durante la Segunda República Española, pasó a denominarse Villa Alhucemas, aunque luego, el régimen franquista restituyó nuevamente el nombre de Villa Sanjurjo; que ya se mantuvo durante el resto del protectorado español hasta el año 1956, en el que Marruecos accedió a su independencia de España y Francia. A partir de esa fecha, pasó a llamarse Alhucemas o Alhoceima, según la denominación marroquí.
Como legado de la cultura española, quedan numerosos edificios (en su mayoría viviendas) construidos durante la época del general José Sanjurjo. Así, se encuentra en esta ciudad el Instituto Español "Gaspar Melchor de Jovellanos", administrado por el Gobierno de España, en el cual se cursan estudios del sistema educativo español de educación infantil, primaria y secundaria. El edificio cuenta con una arquitectura similar a la arquitectura de Andalucía y fue, originalmente, un cuartel militar.

### Años de plomo
Los años del reinado de Hassan II de Marruecos han sido llamados los "Años de plomo" porque miles de personas fueron arrestadas, asesinadas por razones políticas o desaparecidas sin dejar rastro.
Alhucemas lo pasó particularmente mal. Este ya era el caso antes de que Hassan II se convirtiera en rey. A petición del rey Mohammed V, Hassan II estaba a cargo del Ejército Real de Marruecos. Hassan II usó el ejército en el período de 1956 a 1959 para suprimir a las protestas en Alhucemas. Muchas personas de Alhucemas murieron en este período. No hay cifras oficiales, pero se estima que miles de personas murieron.
Después de que Hassan II se convirtiera en rey, él (al igual que su padre), siguió ignorando y boicoteando toda el área del Rif. Durante su reinado de treinta y ocho años, la economía de la ciudad colapsó por completo, ya que no se realizaron inversiones en la región. Los rifeños se vieron obligados a dedicarse al tráfico de drogas para ganarse la vida.[cita requerida] Algunos de los residentes han llegado a Europa como mano de obra barata para comenzar una nueva vida, mientras que se han visto obligados a abandonar su tierra natal. En 1984, hubo protestas en Alhucemas contra el gobierno. Estas protestas también fueron violentamente repelidas y muchas personas fueron asesinadas.

### Terremoto 2004
En la noche del 24 de febrero de 2004, un terremoto de 6.3 grados en la escala de Richter, devastó partes de la ciudad y áreas circundantes como Einzorén. La evaluación final de este terremoto es de 629 muertos, 926 heridos y 15.230 personas sin hogar, según una declaración del 4 de marzo de 2004 del Ministro de Comunicación (Nabil Benabdallah). A partir de entonces, se lanzó un extenso programa de reubicación e infraestructura. El terremoto en la ciudad de Alhucemas causó más de quinientas muertes. Es la zona más sísmica de Marruecos, con el epicentro de la falla Nekor, frente a la roca Alhucemas. El terremoto, con una intensidad de 6.5 en la escala de Richter, devastó pueblos enteros y, en la misma Alhucemas, dejó innumerables grietas, cicatrices y agujeros.

### Protestas de 2016-2017

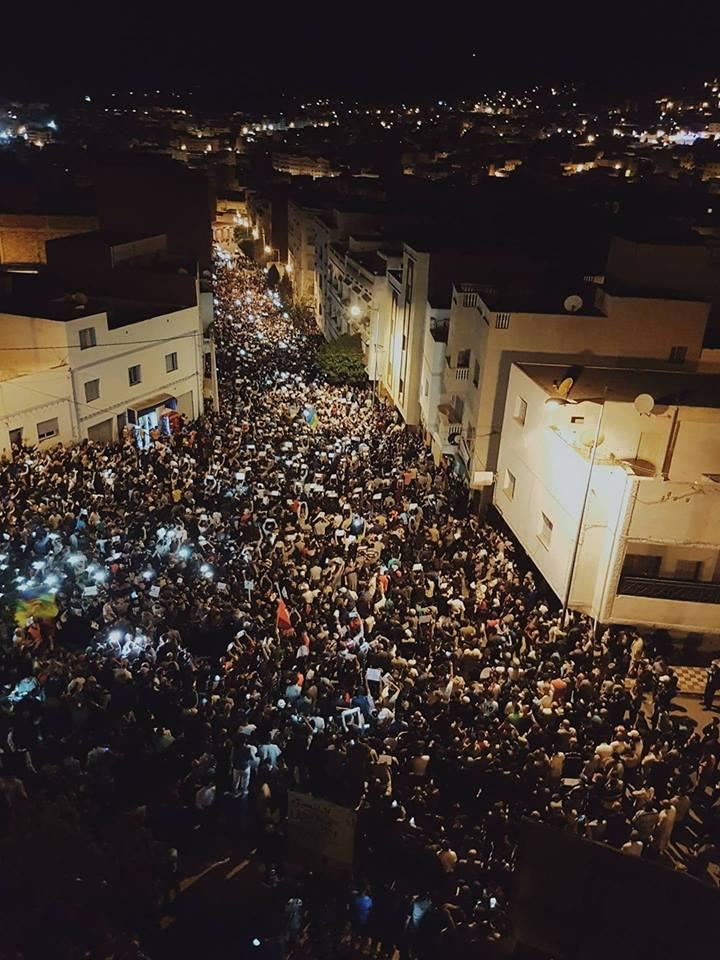
Manifestación en Alhucemas convocada por el hirak (movimiento popular del Rif).

En octubre de 2016, Mouchine Fikri, un vendedor ambulante de pescado de la ciudad de Alhucemas, murió triturado por un camión de la basura cuando trataba de recuperar la mercancía que le había sido confiscada por la policía. Esta muerte provocó protestas que se extendieron a otras ciudades de Marruecos, pero que alcanzaron mayor intensidad en Alhucemas. Los protestantes consideraban esta muerte una consecuencia de la pobreza existente en la región y del desprecio de las autoridades por esta zona. Así, las concentraciones derivaron en reivindicaciones económicas, sanitarias y políticas.
Al mismo tiempo, se fue perfilando la figura de un líder, Nasser Zafzafi, desempleado y con escasa formación académica; pero carismático y representativo del ciudadano característico de la ciudad de Alhucemas y de la región del Rif. Las protestas se mantuvieron, y se celebraron varias huelgas generales, exigiendo la construcción de un hospital, la creación de una universidad y la desmilitarización de la zona. En un primer momento, el gobierno acusó a los manifestantes de responder a presiones extranjeras y fomentar el separatismo. Sin embargo, más tarde, en mayo de 2017, consideró «razonables» las reivindicaciones del Movimiento Popular y prometió acelerar inversiones en la zona. Los manifestantes no confiaron en las promesas del gobierno y mantuvieron las protestas como medio de presión. Pocos días después, el procurador general del rey ordenó detener a Nasser Zafzafi, el líder de las protestas.
 El lunes 29 de mayo fue detenido, junto con otros activistas. Desde el arresto de Nasser Zafzafi, las manifestaciones pacíficas fueron diarias. Ante la presencia de los antidisturbios, los manifestantes reaccionaban gritando «¡pacífica, pacífica!», y no se llegaron a producir disturbios. A principios del mes de junio, las mujeres comenzaron a participar de forma más amplia en las protestas, que hasta el momento habían estado protagonizadas por los hombres. Entre ellas, destacó Nawal Benaisa, que se convirtió en la nueva cara visible del movimiento tras la detención de Nasser Zafzafi.

## Demografía

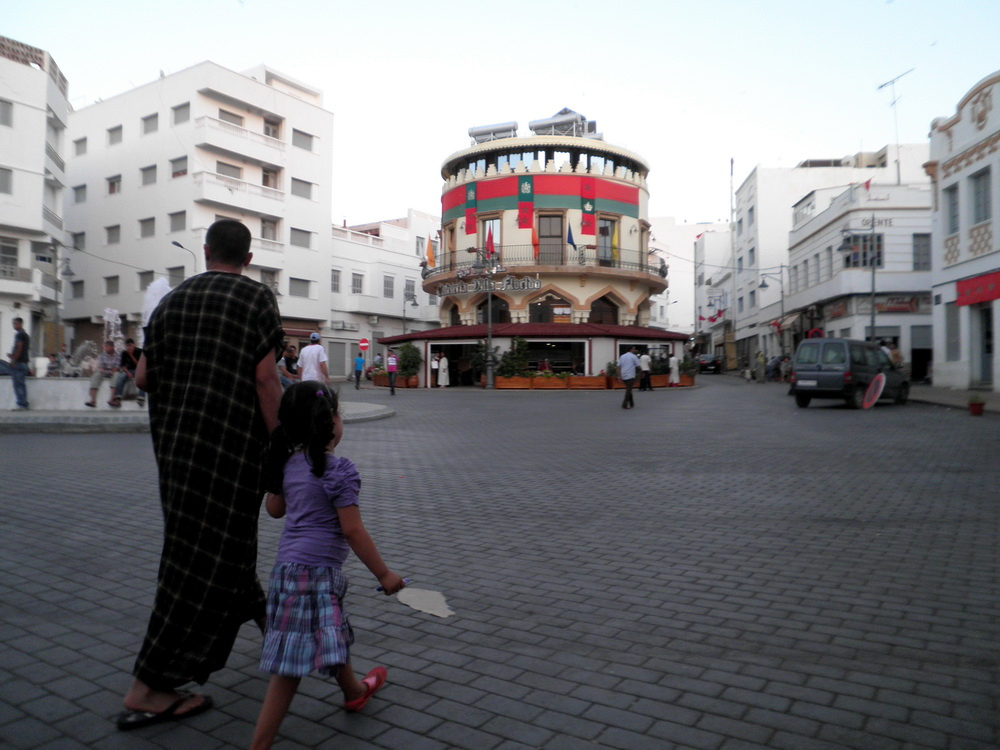
Centro de la ciudad

Pese a que se estima en 180 000 habitantes su población, no se puede saber con exactitud, pues existe un alto índice de población que vive en el campo. En la actualidad, miles de rifeños de Alhucemas de tercera generación viven en Alemania, Países Bajos, España y Bélgica. Alhucemas se compone principalmente de residentes de la cabila de los Bocoya, ya que el lugar pertenece a esa cabila. Pequeñas partes de la población también están formadas por personas de las cabilas vecinas; principalmente por los Beni Urriaguel.

## Geografía

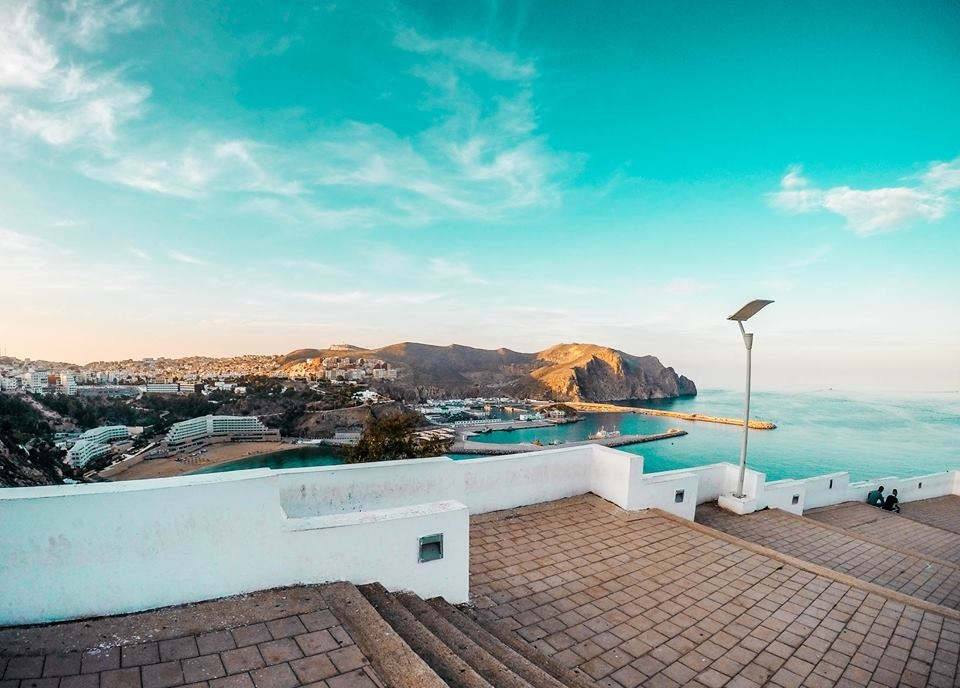
La ciudad Alhucemas vista desde el Barrio de Moro viejo.

Las coordenadas geográficas de Villa Alhucemas son latitud: 35,252°, longitud: -3,937°, y elevación: 0 m.
La topografía, en un radio de 3 kilómetros de Villa Alhucemas, tiene variaciones muy grandes de altitud, con un cambio máximo de altitud de 358 metros y una altitud promedio sobre el nivel del mar de 51 metros.
En un radio de 16 kilómetros, también contiene variaciones muy grandes de altitud (576 metros). En un radio de 80 kilómetros, contiene variaciones muy grandes de altitud (2.448 metros). El área, en un radio de 3 kilómetros de Villa Alhucemas, está cubierta de agua (51 %) y superficies artificiales (20 %), en un radio de 16 kilómetros de agua (64 %) y tierra de cultivo (16 %), y en un radio de 80 kilómetros de agua (57 %) y tierra de cultivo (12 %).
En la provincia de Alhucemas se encuentra el parque nacional de Alhucemas.

## Clima
En Villa Alhucemas, los veranos son cortos, calientes, bochornosos, áridos y mayormente despejados; y los inviernos son largos, frescos, ventosos y parcialmente nublados. Durante el transcurso del año, la temperatura generalmente varía de 9 °C a 27 °C, y rara vez baja a menos de 6 °C o sube a más de 30 °C. 

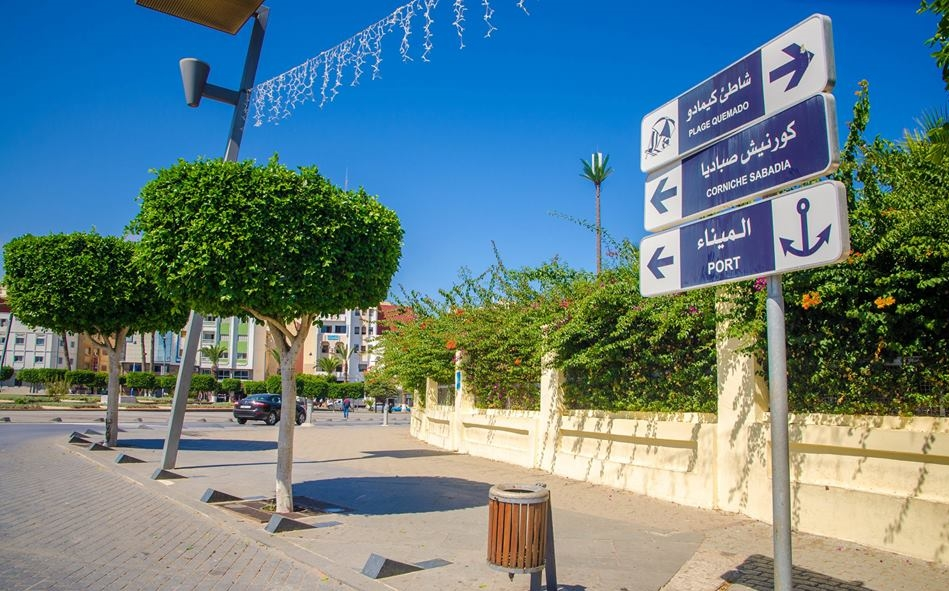
Un día soleado en el centro de Alhucemas.

La temporada templada dura 2,9 meses, del 25 de junio al 20 de septiembre; y la temperatura máxima promedio diaria es más de 25 °C. El día más caluroso del año es el 5 de agosto, con una temperatura máxima promedio de 27 °C y una temperatura mínima promedio de 21 °C. 
La temporada fresca dura 4,1 meses, del 26 de noviembre al 31 de marzo; y la temperatura máxima promedio diaria es menos de 18 °C. El día más frío del año es el 15 de enero, con una temperatura mínima promedio de 9 °C y máxima promedio de 16 °C.
La duración del día en Villa Alhucemas varía considerablemente durante el año. En 2018, el día más corto será el 21 de diciembre, con 9 horas y 47 minutos de luz natural; el día más largo fue el 21 de junio, con 14 horas y 32 minutos de luz natural. 
En Villa Alhucemas, la humedad percibida varía extremadamente. El período más húmedo del año dura 4,5 meses, del 4 de junio al 20 de octubre, y durante ese tiempo, el nivel de comodidad es bochornoso, opresivo o insoportable, por lo menos durante el 19 % del tiempo. El día más húmedo del año es el 17 de agosto, con humedad el 75 % del tiempo. El día menos húmedo del año es el 24 de enero, cuando básicamente no hay condiciones húmedas.
Con base en esta puntuación, la mejor época del año para visitar Villa Alhucemas para las actividades turísticas generales a la intemperie es desde finales de mayo hasta principios de septiembre, con una puntuación máxima en la primera semana de julio.

## Idiomas

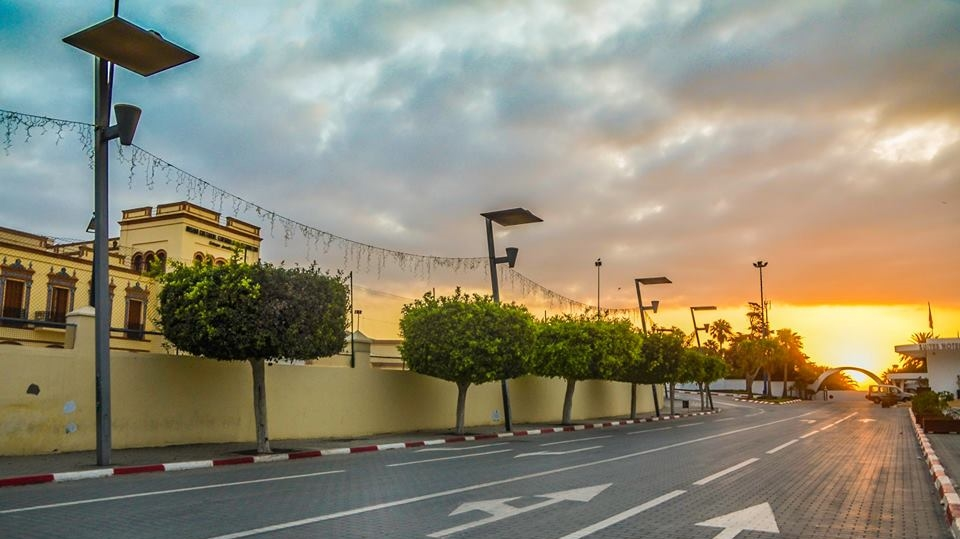
Instituto Español Melchor de Jovellanos de Alhucemas.

En la zona se habla rifeño, un dialecto bereber. Las generaciones que conocieron el Protectorado español tienen un buen conocimiento de español; mientras que, entre los jóvenes, está más extendido el francés.
En la ciudad, hay un instituto Español; el IES Melchor de Jovellanos es, hoy día, un polo de actividad educativa y cultural de reconocido prestigio entre la ciudad y la sociedad de Alhucemas. Las enseñanzas regladas impartidas no dan satisfacción a la demanda existente en la zona. Por otra parte, las actividades culturales y/o sociales que se realizan en el colegio, tienen amplio eco en la ciudad y, de esta forma, el IES Melchor de Jovellanos colabora en la difusión de la cultura española en la zona.

## Religión

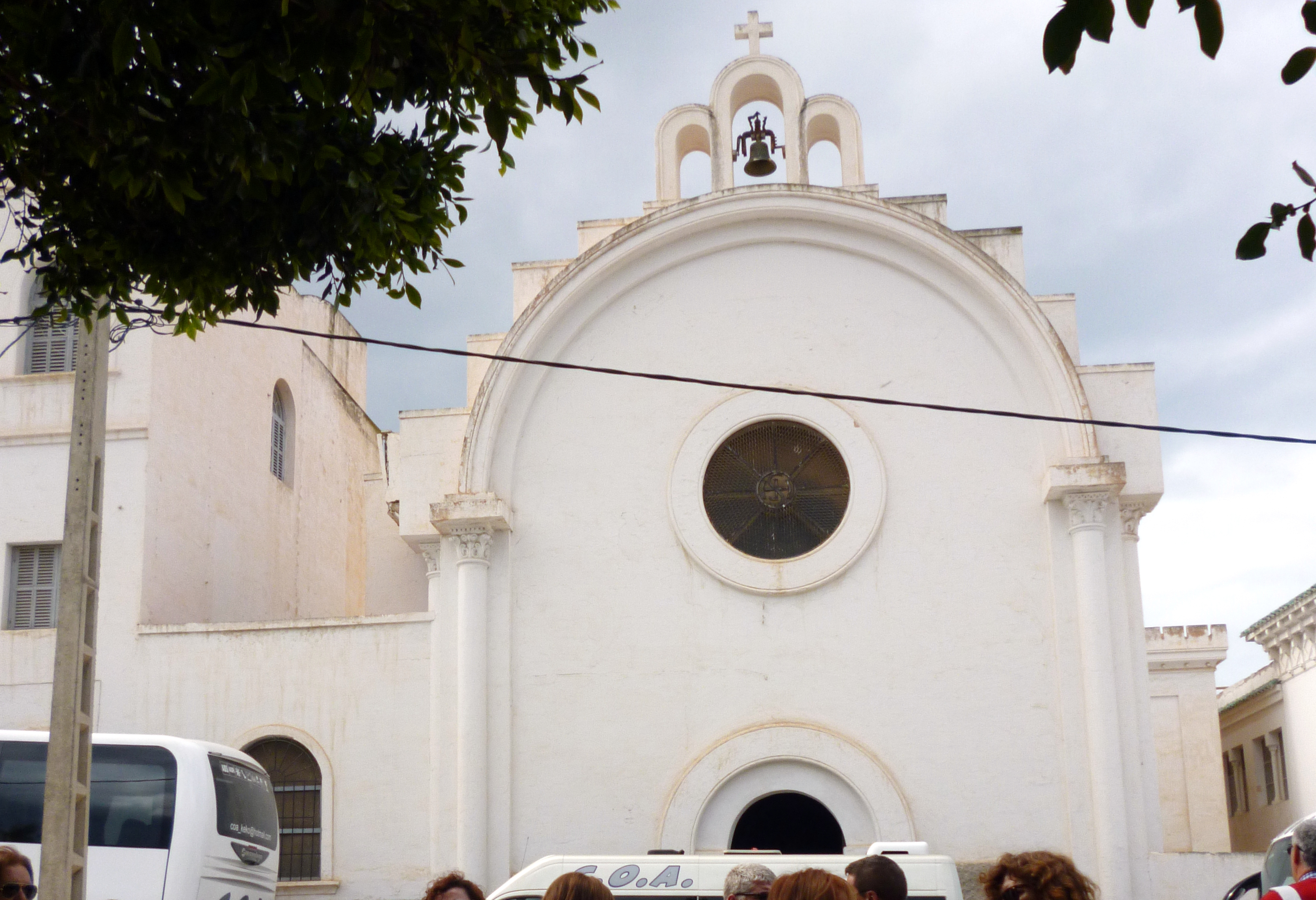
Iglesia de San José construida durante el protectorado en Alhucemas.

Desde la plaza, siguiendo la calle Tarik Ibd Ziyad hacia el oeste, se llega a la playa de la Cebadilla, cruzando el barrio nuevo, zona popular de la época española. En esta zona se encuentra el antiguo Tribunal neo-árabe y la mezquita de Masjid Al Atiq, construida en 1927; el primer alminar de la ciudad y de las Casas del Rey, sencilla con minarete redondeado. En el mes de septiembre del año 2014, se encaminó el Proyecto de Restauración de la única iglesia de la ciudad.
El cementerio cristiano de la antigua Villa Sanjurjo (hoy en día, Alhucemas), recibe periódicamente la visita de militares de Melilla y la ayuda y atenciones del Consulado español. También se encuentra un cementerio judío actualmente junto al cementerio cristiano.

## Economía
En la actualidad, es una ciudad de veraneo frecuentada por el turismo (en su mayoría por el norte de Europa) debido a sus playas (en especial la playa de Quemado), así como las de Tala Yusef, Sfiha (que se encuentra en Ajdir), y un largo etcétera; y a la belleza de su entorno, enclavado entre la cordillera del Rif (donde se encuentra la reserva natural de Tafensa) y las calmas y turquesas aguas del Mediterráneo.

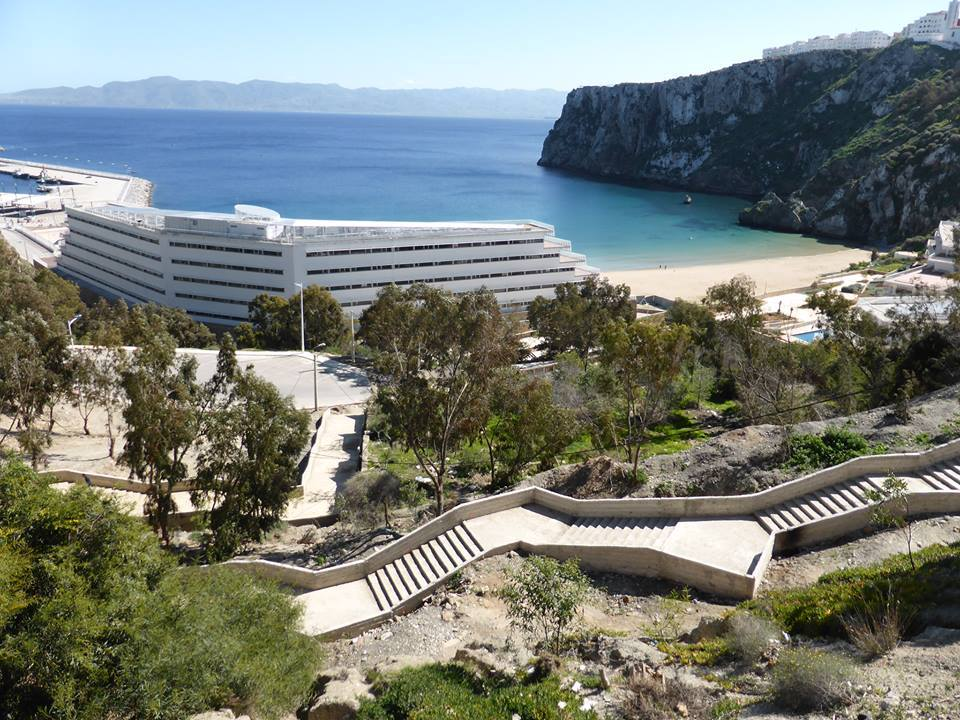
Vistas al mar Mediterráneo desde la ciudad

Cuenta con instalaciones turísticas como el Club Med, el complejo Chafarinas, el restaurante Miramar o el hotel Mohamed V; y el complejo turístico Cala-Iris, que está en proceso de construcción. En el verano del 2008, el turismo creció más del treinta por ciento, debido al aumento notable de infraestructuras tales como instalaciones turísticas, restaurantes y parques; como el parque Mohamed VI o el hotel Basilic.
La ciudad se encuentra un poco desplazada del resto de Marruecos desarrollado, con bastantes faltas de infraestructuras; aunque desde el 2008 se nota una mejora que va creciendo poco a poco. A pesar de ello, en verano hay mucho movimiento, sobre todo de los marroquíes que viven en el exterior que vuelven a pasar el verano. Sin embargo, la coincidencia entre el verano y el Ramadán hará que el turismo baje progresivamente los próximos cuatro años.
El programa de desarrollo de la provincia de Alhucemas (2015-2019), llamado "Al-Hoceima, Manarat Al Moutawassit" y lanzado en 2015 por el rey Mohammed VI, constituye un gran proyecto con el objetivo principal de erigir la ciudad y su región en un polo de desarrollo real, al tiempo que mejora las condiciones de vida de la población local. Con una inversión total de 6500 millones de dirhams, este programa tiene como objetivo desarrollar las áreas urbanas y rurales de la provincia.
En el componente "promoción del entorno social", el trabajo se relacionó en particular con la construcción de un hospital multidisciplinario en la provincia por un monto de 374 millones de dirhams; y la modernización y equipamiento del centro regional de la oncología (15 millones de dirhams), comenzó el abril pasado, según un documento de la provincia; y agregó que la tasa de progreso del trabajo de construcción de un centro de hemodiálisis tuvo un coste total de 3,6 millones de dirhams.
Para promover el deporte en la región, se planea una nueva ciudad deportiva en Aít Kmera. La provincia informa, en este contexto, el gran estadio de Alhucemas, la piscina olímpica y las salas cubiertas. Para promover la cultura, se está construyendo un gran teatro y un instituto internacional de música, cuyo trabajo comenzó el 10 de abril de 2017.

## Turismo

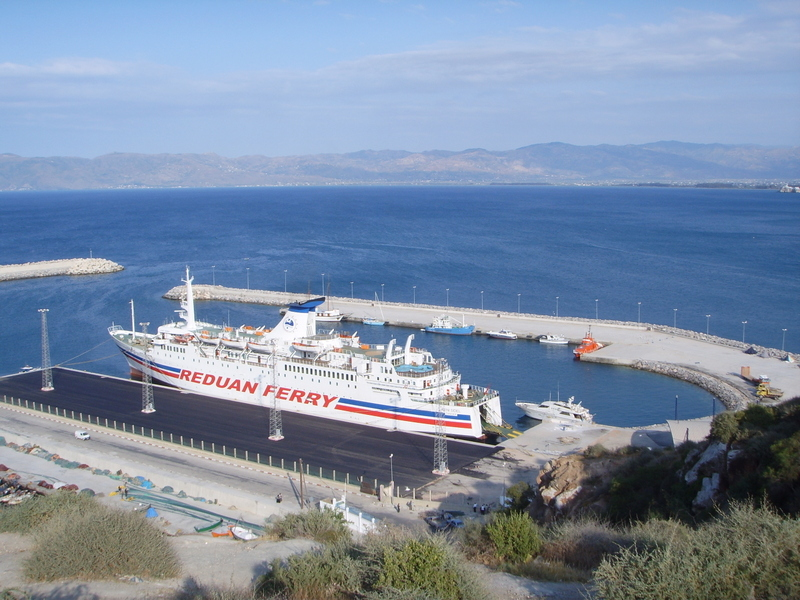
Puerto de Alhucemas

La ciudad se presenta moderna, con una configuración de casas blancas y azules sobre los acantilados que caen al mar hacia su pequeño puerto pesquero. Como legado de la cultura española, quedan numerosos edificios (la mayoría casas), construidas durante la época del general Sanjurjo. Se accede por la avenida Mohamed V (que se bifurca hacia la plaza de igual nombre) o por la avenida de Hassan II (hacia los nuevos ensanches).
La plaza Mohamed VI, centro de la ciudad nueva, sobre la playa de Quemado; destacando el centro cultural Melchor de Jovellanos, dirigido por el Estado español. Éste cuenta con una arquitectura similar a edificios del sur de España y fue, originalmente, la comandancia militar. Cercano a él, el bonito edificio de la antigua sede del Bacha, pendiente de convertirlo en el museo del Rif. Al borde de la playa, destaca el hotel Mohamed VI y el Palacio Real; junto a ellos, el acceso a la playa y el puerto.

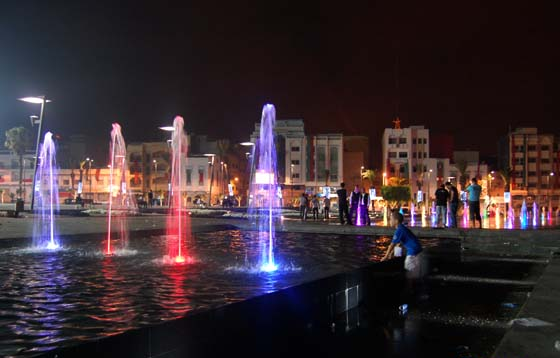
Alhucemas de noche

En Moro Viejo (cerro rocoso situado al sur de la playa de Quemado), separándola de la cala del Matadero, se sitúa el Mirador (con restaurantes con vistas al mar, un zoco y viviendas), antigua zona de acuartelamientos militares españoles. Al sur de la plaza Mohamed V, se encuentra la plaza del Rif o Florido, antiguo centro neurálgico de la ciudad (con cafés-restaurantes) y los antiguos hoteles Florido y Oriente. Detrás de la plaza, se encuentra el parque Chiita (otro centro de la ciudad en la época española), un lugar para tomar café presidido por la iglesia española, las escuelas Mohamed V, correos y, otros edificios de la época. Es la zona comercial, especialmente las calles Abdelkrim y Mohamed VI. Desde la plaza, siguiendo la calle Tarik Ibn Ziyad hacia el oeste, se llega a la playa de la Cebadilla (cruzando el barrio nuevo), zona popular de la época española; en esta zona encontramos el antiguo tribunal neo-árabe y la mezquita de Masjid Al Atiq (construida en 1927), el primer alminar de la ciudad y de las Casas del Rey; sencilla, con minarete redondeado.

### Patrimonio

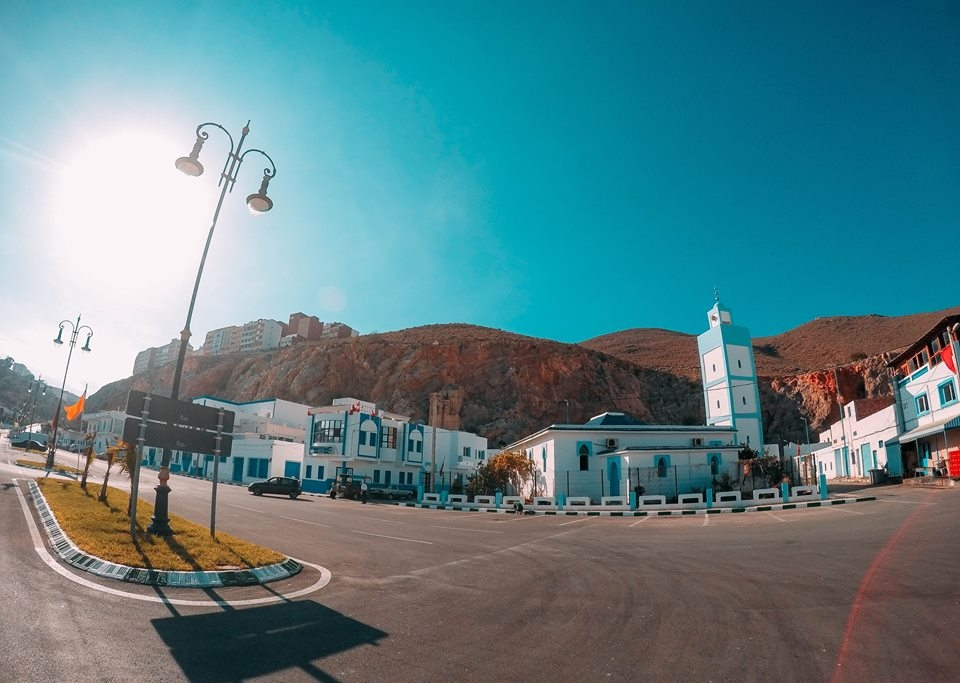
Casas blancas y azules en el puerto

- Las ruinas que pertenecen a la ciudad medieval de Al Mazamma (perteneciente al antiguo Emirato de Nekor), reino fundado en el siglo IC, en el sitio turístico de Sfiha.
- Patrimonio construido: país de origen rural en Bocoya, de gran interés arquitectónico.
- Las localidades Aduz y Tausart: pintorescos pueblos de los cuales, el primero contiene una antigua mezquita que data de la Edad Media.
- Bades: sitio arqueológico de una ciudad en la Edad Media. Fue el principal puerto a la que estaba conectado por una ruta de las caravanas.
- Torres de Alcalá (también conocidas como Cinco Torres o Villa Jordana): construidas por los portugueses en el siglo XV.
- Restos de la Kasbah de Senada: vestigios de la época de Ismaíl de Marruecos.
- Bazares semanales, sobre todo los reservados sólo para mujeres de Agni Ben Boufrah.

### Playas

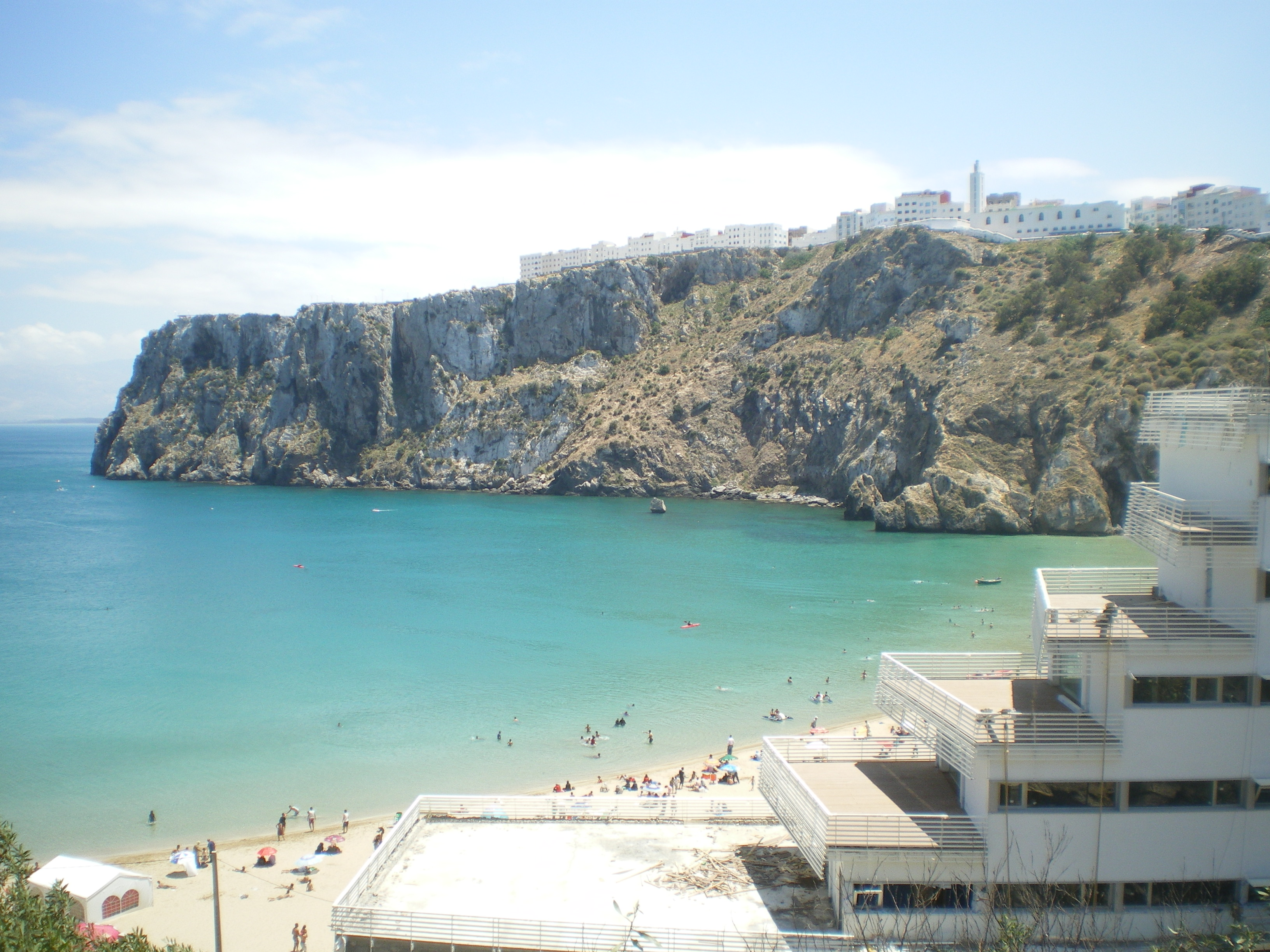
Playa Quemado

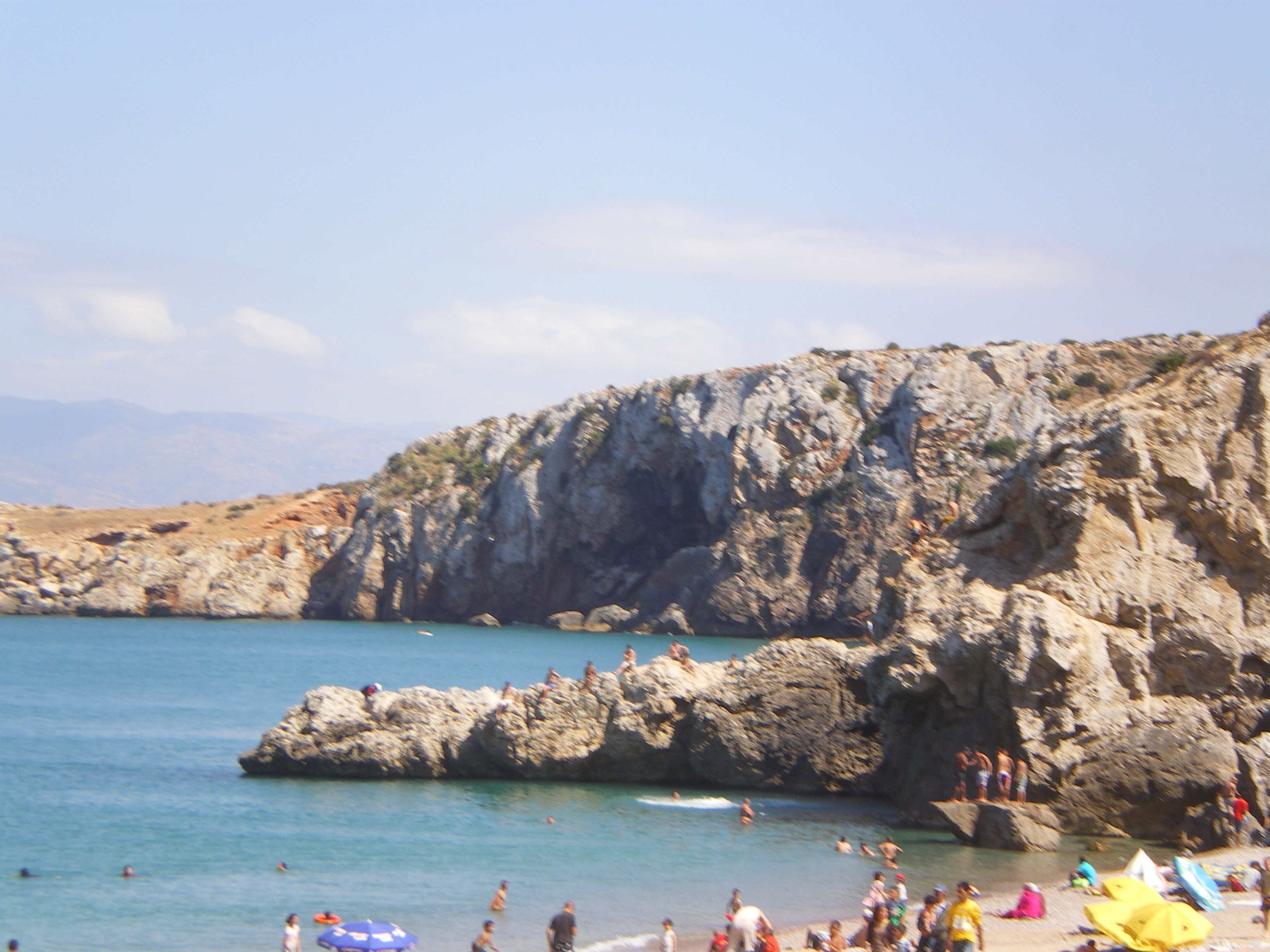
Playa Matadero

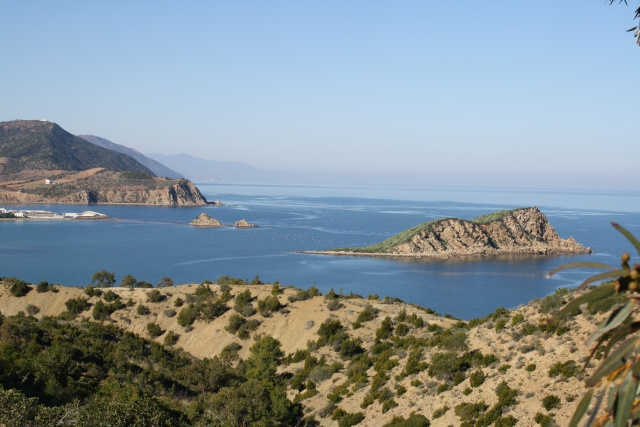
Cala Iris

El turismo en Alhucemas, es fundamentalmente de playa, por la gran calidad de su arena y las aguas de color turquesas. Es muy atractivo para los practicantes del submarinismo por la riqueza de sus fondos.
La Bahía de Alhucemas está delimitada al oeste por el Moro Nuevo y la punta de los Frailes, formando acantilados escarpados. 
Entre el Moro Nuevo y Viejo tenemos la playa de Quemado, a la que se accede desde el puerto o descendiendo desde el centro de la ciudad. Es de arena clara tranquila y aguas transparentes; en ella destaca el hotel Mercure Quemado Al-Hoceïma Resort. 
Las playas de Matadero (junto al hotel Amir) y Cala Bonita, son más pequeñas entre las rocas, y se encuentran situadas a la salida de la ciudad; esta última dotada de un parque, campamento y centro de buceo.
Junto al cabo de los Frailes, con su faro, tenemos la histórica playa de la Cebadilla y, al oeste, la playa de Izdain (Rmoud). En esta zona, se realizó el desembarco español de Alhucemas en 1925. Son playas estrechas y urbanizadas, aunque se ha construido un polémico paseo marítimo que ha deteriorado la zona.
Más hacia el oeste, está ubicada la playa de Tala Yusef, donde está el hotel Chafarinas Beach (entre montañas), a 8 km, limitando con el parque natural. Al oeste de la playa, está el nuevo puerto pesquero de Inouaren.
Dentro del parque nacional de Alhucemas, se encuentra la playa Boussekur (Bouskour), con acceso desde la anterior playa.
- Playas de la bahía, costa este: a estas playas se accede saliendo de la ciudad por el sur. Para llegar, antes de llegar a Axdir, hay que desviarse por la costa.
- Playa del Espalmadero (Isry): pequeña cala (localizada a 3 km) en la bahía, con vistas. Posee un campamento.
- Playa de Sfiha: a 7 km, cercana a la ciudad de Axdir. Magnífica playa arenosa, de aguas tranquilas y transparentes, poco profunda, situada frente al islote español de Alhucemas (las islas de tierra y mar), dotada de sombrillas, hamacas y varios chiringuitos. Está en proyecto una macro urbanización en esta zona.
- Playa de Suani: a 12 km, en la bahía. Se accede por la carretera costera de Nador N16, situada al otro lado de la desembocadura del río Nekor-Guiss (junto al pueblo de Aít Yusef U Ali) y rodeada de dunas y pinares. Tiene una extensión de 4 km de longitud, con arena gruesa y piedras. En sus cercanías, están las ruinas de Al Mazamma, puerto de la antigua ciudad de Nekor, construido en el año 718.* Continuando desde esta playa (al otro lado del río Nekor), se encuentra la playa de Hdid, arenosa y de difícil acceso.

La carretera mediterránea continúa al este, pasando junto a los montes de Tensamán, por el cabo Kilates (ver playas de Dar Driuch) y alcanza las poblaciones de Segangán y Nador, a 125 km.
- Playas más lejanas de la ciudad: a 40 km. Se accede tomando la carretera N-2, con destino a Tetuán y, al llegar al pueblo de Aít Kmera, desviarse por la carretera costera N-16. Otra alternativa es salir por el norte de la ciudad, pasando por Tala Yusef, siguiendo por Izmorén y, al llegar a la carretera de Tetuán, desviarse por la N-16 en la localidad de Aít Kmera.
- Playas del parque nacional de Alhucemas: situadas al oeste de la ciudad. El litoral es de costa rocosa salvaje y poco explotado. El macizo calcáreo (de unos 40 km) que constituye este litoral, continúa hasta el mar formando acantilados que alcanzan 700 m, creando un paisaje de una diversidad tanto geográfica como biológica. Contiene la mayor población mundial de águila pescadora. Se llega por la nueva carretera costera, partiendo del famoso zoco el Had Ruadi. Puedes encontrar más información en la oficina de turismo de Alhucemas-Calabonita.

Para los amantes de las playas y el buceo, hay algunas calas aisladas entre montañas; las cuales precisan para llegar de un guía local: 
- La cala de Tikit (35°11’56″N 4°8’26″W); cerca de esta aldea, la cala de 700 escalones (en un acantilado, que precisa de este número de escalones para descender), cercana a la aldea de Toussent; y la cala de Topoz, cercana a Aduz.
- Bades: playa situada a 38 km (con difícil acceso), siguiendo el valle del río Badis, y no señalizada; por lo que será necesario buscar un guía en la zona (Torres de Alcalá) o información en la oficina de turismo de Alhucemas. Es una cala de grava situada frente al majestuoso Peñón español de Vélez de la Gomera (de gran valor paisajístico), rodeada de altos montes y, en el extremo oriental, se encuentra el cabo Baba, enorme tajo oscuro con manchas ferruginosas.
- El Peñón de Vélez de la Gomera: originalmente era una isla pero, debido a un terremoto que tuvo lugar en 1930, el islote quedó unido de forma permanente a tierra firme. Este constituye una de las “Plazas de soberanía” españolas junto al territorio marroquí, reliquias de la historia. Hay casas de pescadores y un destacamento de la marina marroquí. Como curiosidad, es récord Guinness al ser la frontera más pequeña del mundo.
- Torres de Alcalá: a 44 km, con buen acceso desviándose por el cruce del zoco de Beni Bu Frah. Es un pequeño pueblo costero, fundado tras la guerra de África, por los pobladores Vélez de la Gomera. Se sitúa junto a la desembocadura de un arroyo. Su playa es pedregosa y está rodeada de montañas, donde hay antiguos torreones defensivos. En verano, está dotada de chiringuito y un campamento. Hay un sendero que, subiendo la montaña, se recorre el parque nacional de Alhucemas, pudiendo divisar la bahía de Bades con el Peñón de Vélez.
- Cala Iris: a 48 km (muy cerca de la anterior), en una pequeña bahía en forma de herradura, de gran calidad paisajística y con una buena playa dominada por un islote, poblado de gaviotas. Tiene un puerto pesquero, chiringuitos y un campamento. Se encuentra en peligro por el proyecto de construcción de un complejo turístico.

La carretera N-16, sigue la montaña hacia el interior, rodeando el Jebel Malik y cruzando los valles de los ríos Sidi Frech y Mestasa, hasta llegar a Puerto Capaz. Estos pequeños ríos forman en la costa las playas de Taghzout y de Taamoot, de uso local. No están señalizadas y son de difícil acceso. Para llegar a ellas se necesita un guía de la zona y usar vehículos todoterreno.
La carretera mediterránea continúa por el interior del Rif, hasta salir a la costa por Puerto Capaz (a 110 km), continuando hacia Tetuán (a 220 km).

## Gastronomía

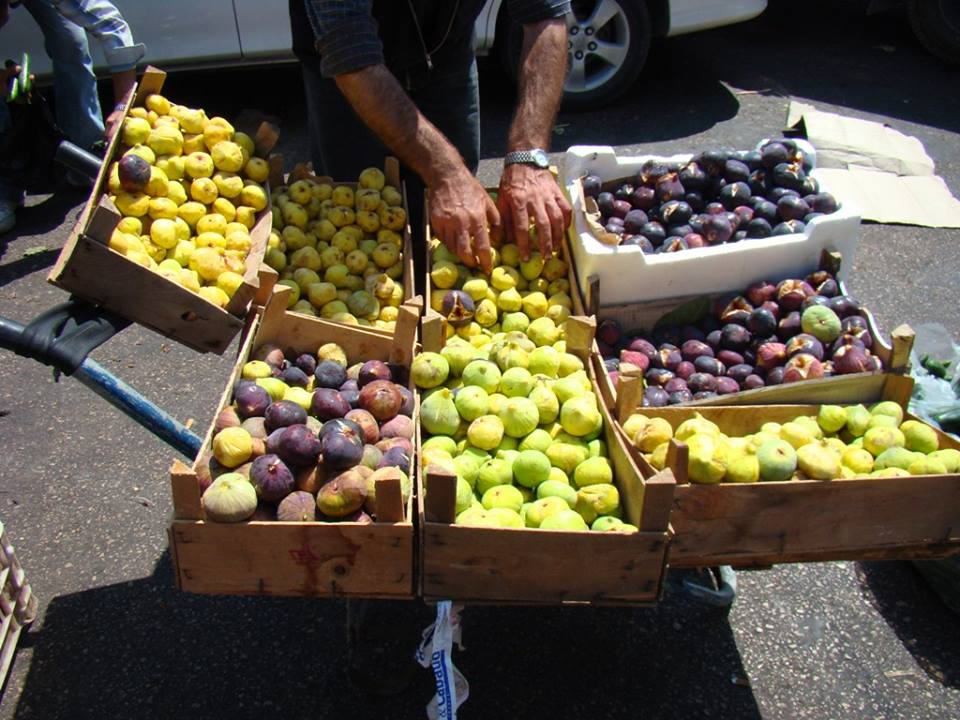
Venta de higos en Alhucemas

Alhucemas es muy valorada también por la calidad de su pesca.Todos los días, entran en su puerto docenas de barcos pesqueros, con el resultado de su oficio y forma tradicional de pesca: lenguados, salmonete, pescadilla, camarón, calamar, mero, cigalas, etc.; y no menos conocidas, las sardinas y el boquerón de la bahía de Alhucemas. Productos del mar de altísima calidad servidos en su mesa en la amplia oferta de restaurantes y chiringuitos de los alrededores del puerto, y del centro neurálgico de la villa.
Al ser, Alhucemas, un puerto de mar, la comida típica de la ciudad es el pescado y el marisco de la zona, destacando las típicas sardinas del mar de Alborán. Junto al pescado, destacan las ensaladas con la estupenda verdura local y las frutas del cercano valle del río Nekor.

## Transporte y comunicaciones
Al margen de las carreteras que llegan a la ciudad, en verano se establecía un servicio marítimo que comunicaba la ciudad con Almería en un trayecto de aproximadamente unas 8 horas, y que fue trasladado por falta de viajeros. En el verano del 2007, se abrió otra línea marítima que comunicaba con Málaga durando el trayecto unas 8 horas. En los 2 siguientes años, una compañía rifeña (Reduan Ferry), se estableció, comunicando con Málaga en un trayecto de aproximadamente 9 horas. El 1 de enero de 2013, la compañía canaria Naviera Armas, estableció un servicio de ferry con el buque Volcán de Tejeda, entre la granadina ciudad de Motril y la rifeña de Alhucemas.
Aparte, cuenta con un aeropuerto internacional, pero con pocas líneas (la mayoría internas), con las grandes ciudades de Marruecos y otras conexiones con Europa. Una de esas líneas era la de Alhucemas-Barcelona, de una compañía de bajo coste (aparentemente, ya desaparecida del aeropuerto). Las que aún siguen "vivas" son las líneas Alhucemas-Ámsterdam y Alhucemas-Casablanca.
Las carreteras son de mala calidad, pues el terreno accidentado de Alhucemas no facilita la construcción de las mismas. Sin embargo, el reino está trabajando para acelerar el aislamiento de la ciudad con la carretera nueva a Tetuán por el litoral mediterráneo, pasando por Jebha, que es más segura y más corta. También cabe destacar la autopista de Taza-Fez, que afecta indirectamente a Alhucemas positivamente, y la autovía Alhucemas-Taza, prevista para finales de 2015.

Transporte y comunicaciones
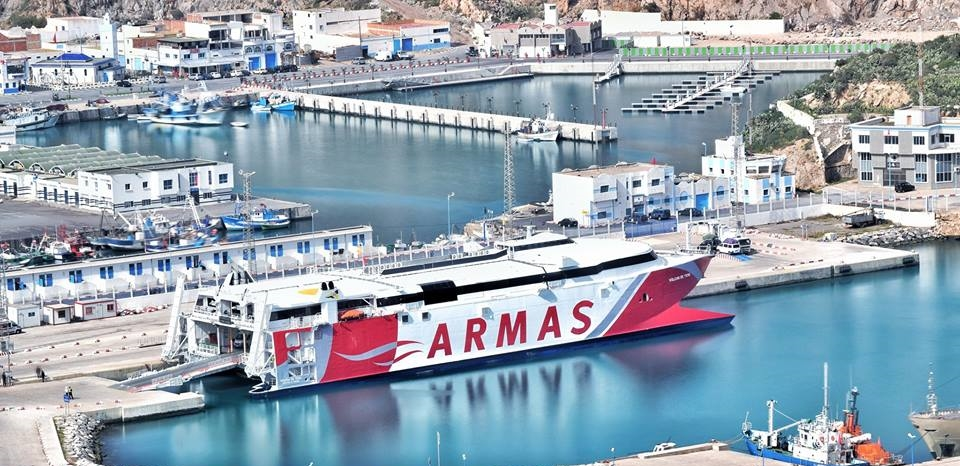
Barco de la Naviera Armas en el puerto de Alhucemas
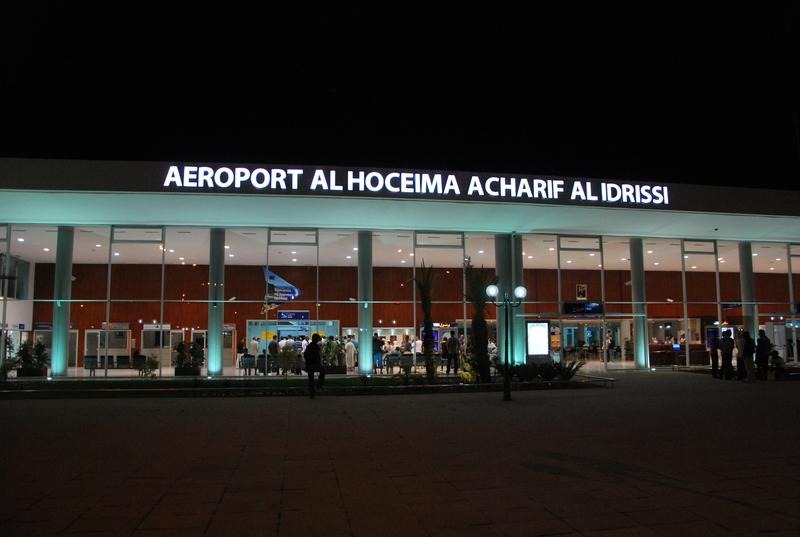
Aeropuerto internacional de Alhucemas
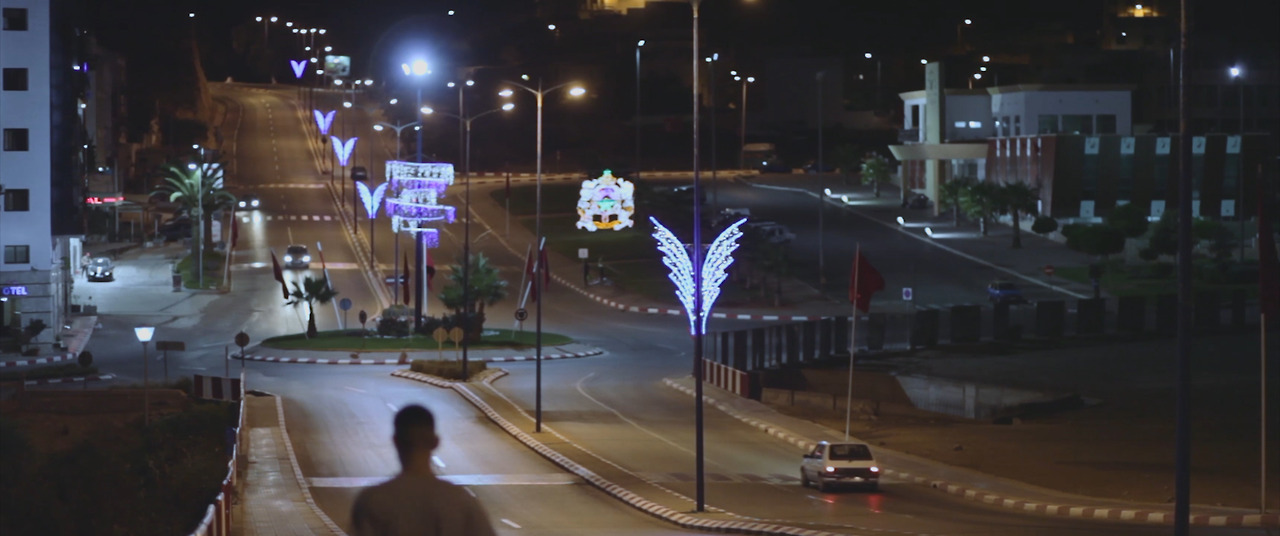
Autopista RN16 en Alhucemas
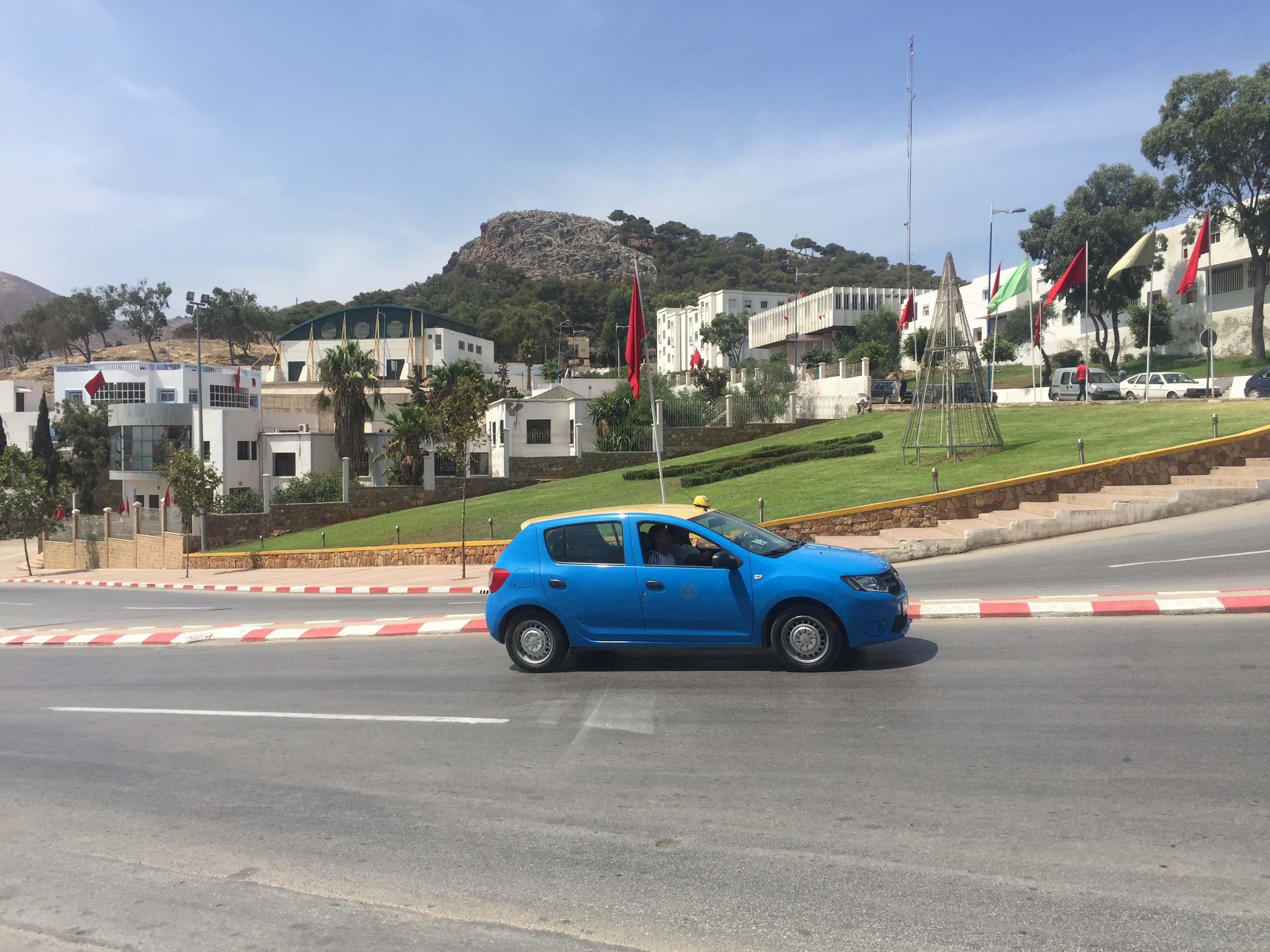
Taxi de Alhucemas

## Administración
Los distritos de Alhucemas, a menudo, se mencionan con la palabra "barrio", que significa "vecindario" en español. Una visión general de los distritos:
- Barrio Sabadilla.
- Barrio Heddu.
- Barrio Sidi Abid.
- Barrio Obrero.
- Bujibar.
- Calabonita.
- Dhar Mesud.
- Hay el Manzeh.
- Madinat Bades.
- Marmoca Sragem.
- Mirador.
- Moroviejo.
- Sefsaf.
- Suq Isefan
- Tala Yusef.

Madinat Bades

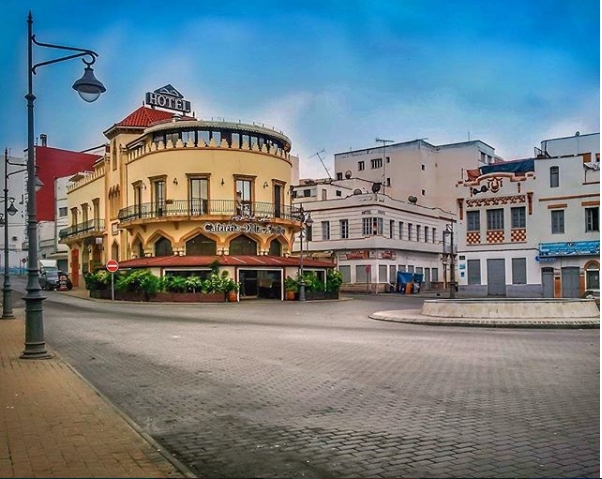
Barrio Florido

Se está construyendo un barrio denominado "Madinat Bades", que hace referencia al gran valle cercano al oeste de la ciudad. Se construirán cerca de 30 000 viviendas por al menos dos empresas inmobiliarias, ampliándose el casco urbano hacia el suroeste. Con esto, Alhucemas casi se duplicará en extensión, y hará que aumente considerablemente en número de habitantes. Esta situación se da también en otras ciudades marroquíes, como Fez, en la que puede observarse la ciudad dividida en dos partes bien diferenciadas.

## Deporte

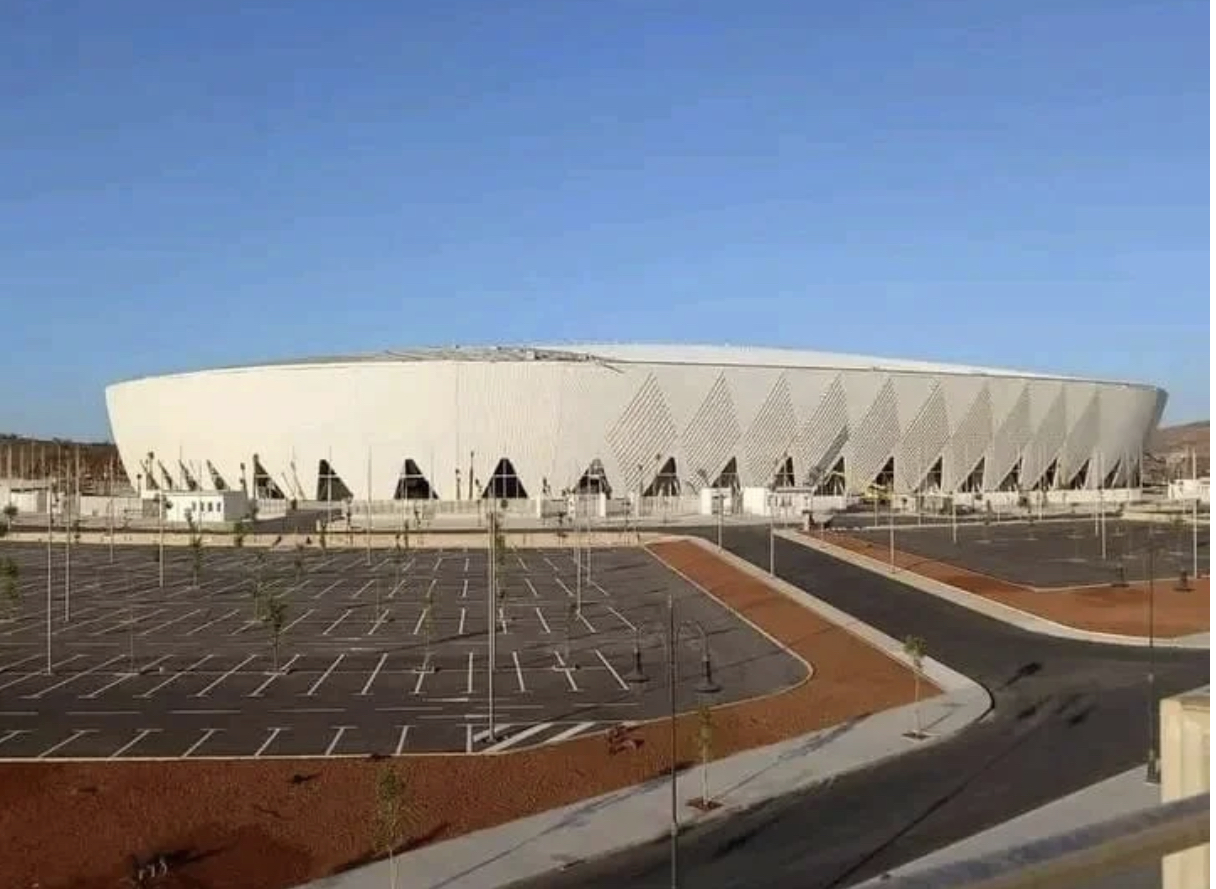
El nuevo gran estadio de Alhucemas

Alhucemas cuenta con dos equipos de fútbol importantes:
- El Chabab Rif Alhoceima (CRA), asentado en primera división de la liga marroquí. Fue fundado en 1953 por Mimoun Al-Arsi (de ahí el nombre del estadio), que tiene un aforo aproximado para 12 500 espectadores tras la modernización, que, además, abarca más mejoras, como el techo en la zona nueva, los nuevos asientos de plástico y el nuevo césped artificial.
- El Raja el Houseimi, que actualmente milita en el Houat (tercera división marroquí).

En otras secciones, destaca el Chabab Rif Alhoceima (CRA) de baloncesto, que se afianzó con la cuarta plaza del "Championnat National de Basket" de la temporada 2013-2014. Cuenta con varios clubes de distintos deportes ligados al Chabab Rif; por ejemplo, el club de ajedrez (CRAE), el de ping-pong y el de buceo (ACRAP).
A finales del año 2017, se está construyendo un gran estadio de alrededor de 40 000 espectadores en la zona industrial de Aít Kmera, a 18 kilómetros de Alhucemas, donde podrá jugar sus partidos el Chabab Rif Alhoceima.

## Música

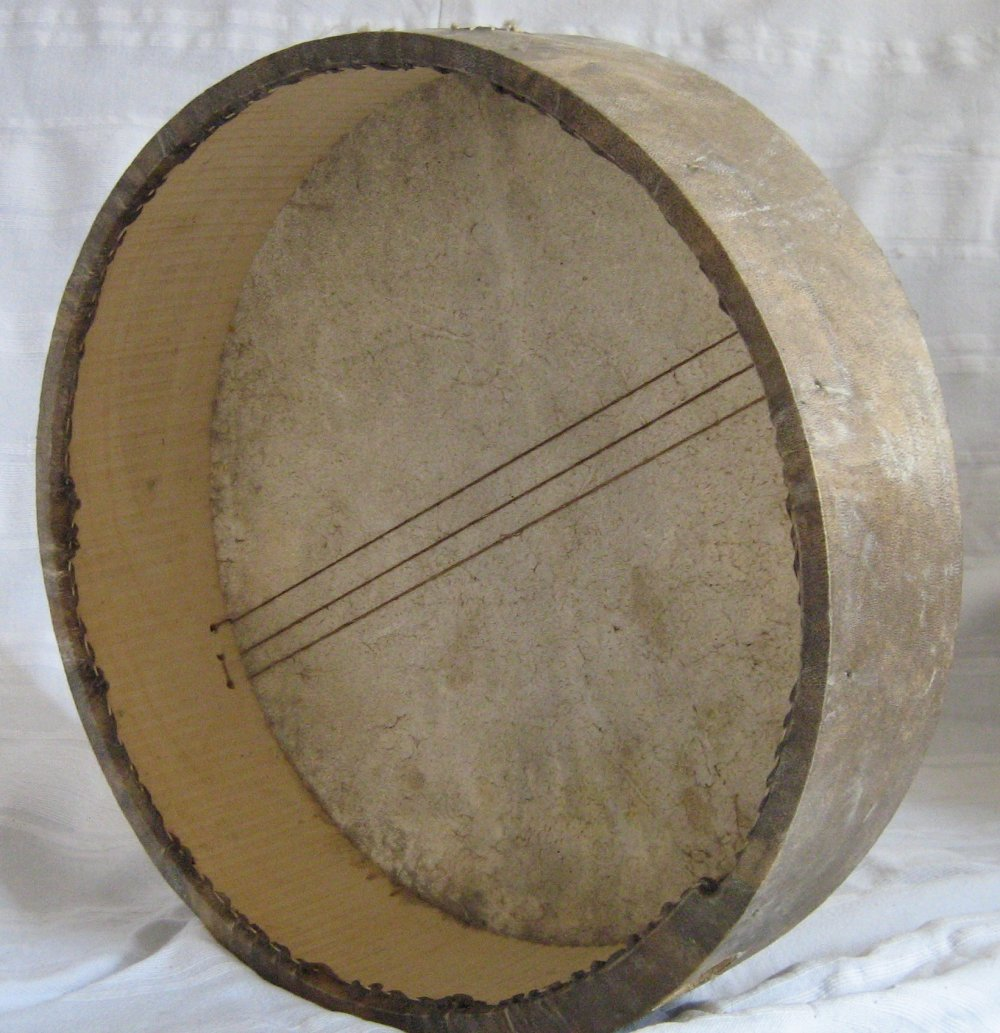
Un bendir, conocido como adjoun en Alhucemas.

La música más popular en Alhucemas, como en todo el Rif, es Reggada. Tanto el baile como la música tienen su origen en una antigua danza de guerra de los guerreros rifeños. Una de las canciones más famosas es el título "Gaa Gaa ya zoubida", de Milouda El Hoceimia. Sin embargo, son los cantantes de habla árabe los que han difundido este estilo de música en el resto de Marruecos.

## Ciudades hermanadas
- Almuñécar (España)
- Almería (España)
- Motril (España)
- La Haya (Países Bajos)
- Niza (Francia)
- Schaerbeek (Bélgica)
- Denver (Estados Unidos)
- San Petersburgo (Rusia)